# Le Grand Kidnapping
Pour plus de détails, voir Fiche technique et Distribution.
Le Grand Kidnapping (titre original : La polizia sta a guardare) est un film poliziottesco franco-italien réalisé par Roberto Infascelli et sorti en 1973.

## Synopsis
En Lombardie, durant les années 1970, sévissent criminalité et terrorisme, avec, notamment, de fréquents enlèvements pour rançon. Les services de police, jusque-là passifs (car corrompus), vont devoir se plier aux directives du nouveau commissaire Cardone délégué pour rétablir l'ordre. Pour soumettre cet homme intègre à leurs dictats, les criminels enlèvent son fils.

## Fiche technique
- Titre : Le Grand Kidnapping
- Titre original : La polizia sta a guardare
- Réalisation : Roberto Infascelli
- Scénario : Augusto Caminito et Roberto Infascelli d’après une histoire de Marcello D'Amico
- Musique : Stelvio Cipriani
- Direction de la photographie : Riccardo Pallottini
- Montage : Roberto Perpignani
- Pays de production :  France,  Italie
- Langue de tournage : italien
- Studio : Dear Studios, Rome (Italie)
- Tournage extérieur : Brescia et Milan (Italie)
- Producteur : Paolo Infascelli
- Société de production : Primex Italiana
- Sociétés de distribution : CPF, Starlight
- Format : couleur par Eastmancolor — 2.35:1 (TechniScope) — son monophonique — 35 mm
- Genre : poliziottesco
- Durée : 95 min
- Dates de sortie : 
  - Italie : 16 novembre 1973
  - France : 28 septembre 1977

## Distribution
- Enrico Maria Salerno : Cardone
- Lee J. Cobb : Jovine
- Jean Sorel : Aloisi
- Luciana Paluzzi : Renata Boletti
- Tino Bianchi : le médecin-légiste
- Claudio Gora : Samperi
- Laura Belli : Laura Ponti
- Gianni Bonagura : Zenoni